# 森田慶一

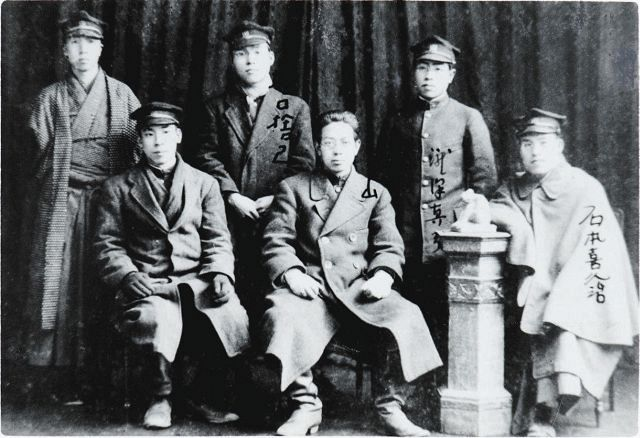
分離派建築会創立時の集合写真。前列左から矢田茂、山田守、石本喜久治。後列左から森田慶一、堀口捨己、瀧澤眞弓。

森田 慶一（もりた けいいち、1895年4月18日 - 1983年2月13日）は、日本の建築家。建築研究者。三重県生まれ。京都大学名誉教授。また東海大学教授を歴任。過去の様式からの分離を宣言した分離派建築会に名を連ね設計活動を始めるが、西洋建築の歴史的研究を経て、ギリシアやローマの古典精神を探求し、建築論研究にも力を注いだ。

## 来歴
県立三重第一中学校、旧制第三高等学校を経て、1920年（大正9年) 東京帝国大学工学部建築学科卒業。その後、一旦、警視庁技師となったのち、武田五一からの招聘で京都帝国大学助教授として赴任。
1934年に「ヰトルーヰウスノ建築論的研究」で工学博士。1934年から1936年、古典建築を研究のため、フランス、ギリシアに留学。1936年、京都帝国大学教授。
- 1958年(昭和33年)、京都大学を退官。
- 1950年（昭和25年) 京都府建築審査会委員（1957年まで）。
- 1951年（昭和26年) 奈良県建築審査会委員(1957年まで)。
- 1953年（昭和28年) 京都国立博物館調査員。

1963年（昭和38年）から1979年（昭和54年）まで東海大学教授を務める。1974年には日本建築学会大賞を受賞。
分離派として作品を発表する傍ら、『建築論』や『西洋建築史概説』など自らの思索を開陳すると共に、『ウィトル-ウィウス建築書』（東海選書）の翻訳で建築史に大きな一歩を残した。
後年の著作『建築論』は京大時代の建築概論の講義を発展させた書籍。ほか、『西洋建築入門』に明示されているように、ロマン的本性にも深い共感を懐いている。古典性とロマン性という二元論的対比のなかで建築を統合的に把握しようとするのが建築理念であったという。森田における古典性は硬直したクラシシズムとは無縁であり、深く傾倒されていたオーギュスト・ペレのシャンゼリゼ劇場に関し「そこにあるのはフランス的エスプリで洗練された論理的な古典の厳しさである」と述べ、さらにゴシック大聖堂と対比させながら「建物の骨格に空間の歌をうたわせること、これがペレの全作品に通ずる彼の建築理念である」と言明している。青年期にフランスとギリシアで学び、終生ロマン的古典性を追い求め、青年時代にヴォーリンガーのゴシック論を深く研究していた。
古典建築の研究を通して建築の本源を思索し、その思想を体系化することによって建築論を理論学として確立、建築論-学の創始者であり、その門からは多くの学者を輩出。
晩年入院になった直後に受洗。自らマルコというクリスチャン・ネームを所望したといい、キリスト教文化にも深い関心を懐いていた。

## 作品
- ある役所(1921年) - 現存せず
- 京都帝国大学楽友会館（1924年）

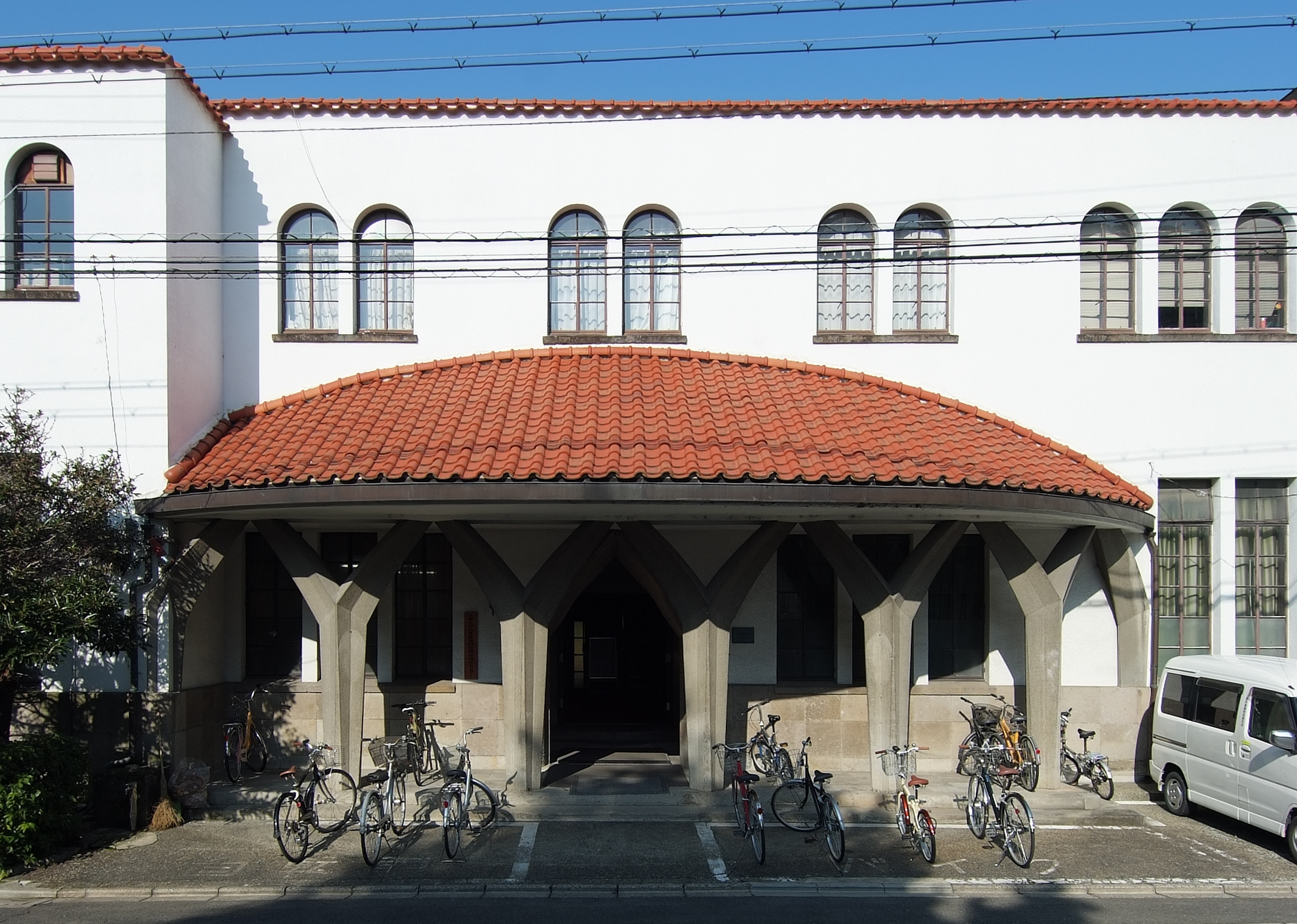
京都帝国大学楽友会館

- 京都帝国大学農学部表門、門衛所（1924年）
- 北野病院（1928年） - 現存せず
- 京都大学基礎物理学研究所湯川記念館（1952年）- 戦後の作品
- 京都国立博物館新陳列館（1965年） - 戦後の作品・現存せず

## 著作
- 『西洋建築入門』東海大学出版会、1971年、新版1990年
- 『建築論』東海大学出版会「東海選書」 1978年
- 『西洋建築史概説』彰圀社 1978年、新版1989年
- 『ウィトル-ウィウス建築書』訳註、生活社1943。東海大学出版会1969　「東海選書」 新版1979年
- 『森田慶一評論集』全3巻 彰国社、1957年
- 『ウィトルウィウス研究』彰国社、1957年
- 『西洋建築入門」東海大学出版会、1971年
- 『森田慶一 建築作品」京都大学建築学科教室内建築論研究グループ、1986年